# Galbalcyrhynchus
Galbalcyrhynchus is een geslacht van vogels uit de familie glansvogels (Galbulidae). Het geslacht telt twee soorten.

## Soorten
- Galbalcyrhynchus leucotis – Kortstaartglansvogel
- Galbalcyrhynchus purusianus – Purusglansvogel